# Henri Nestlé
Henri Nestlé (tên lúc sinh Heinrich Nestle; 
10 tháng 8 năm 1814 - 7 tháng 7 năm 1890) là một nhà sản xuất bánh kẹo Đức-Thụy Sĩ và là người sáng lập Nestlé, công ty thực phẩm và đồ uống lớn nhất thế giới.

## Tiểu sử
Heinrich Nestle sinh ngày 10 tháng 8 năm 1814, tại Frankfurt am Main, Đức.
Ông là con thứ mười một trong số mười bốn đứa con của Johann Ulrich Matthias Nestle và Anna-Maria Catharina Ehemant. Theo truyền thống, cha của Nestle đã kế thừa công việc kinh doanh của cha mình, Johann Ulrich Nestle, và trở thành một glazier ở Töngesgasse. Thị trưởng sau này của Frankfurt am Main, Gustav Edmund Nestle, là anh trai của ông.
Gia đình Nestle có nguồn gốc ở phía tây Swabia, chủ yếu ở các quận của Rừng đen như Dornstetten, Freudenstadt, Mindersbach, Nagold, và Sulz am Neckar. Trong tiếng Swabian, "Nestle" là một tổ chim nhỏ. Tên Nestle cũng có các biến thể khác nhau, bao gồm Nästlin, Nästlen, Nestlin, Nestlen và Niestle.